# Băng cầm

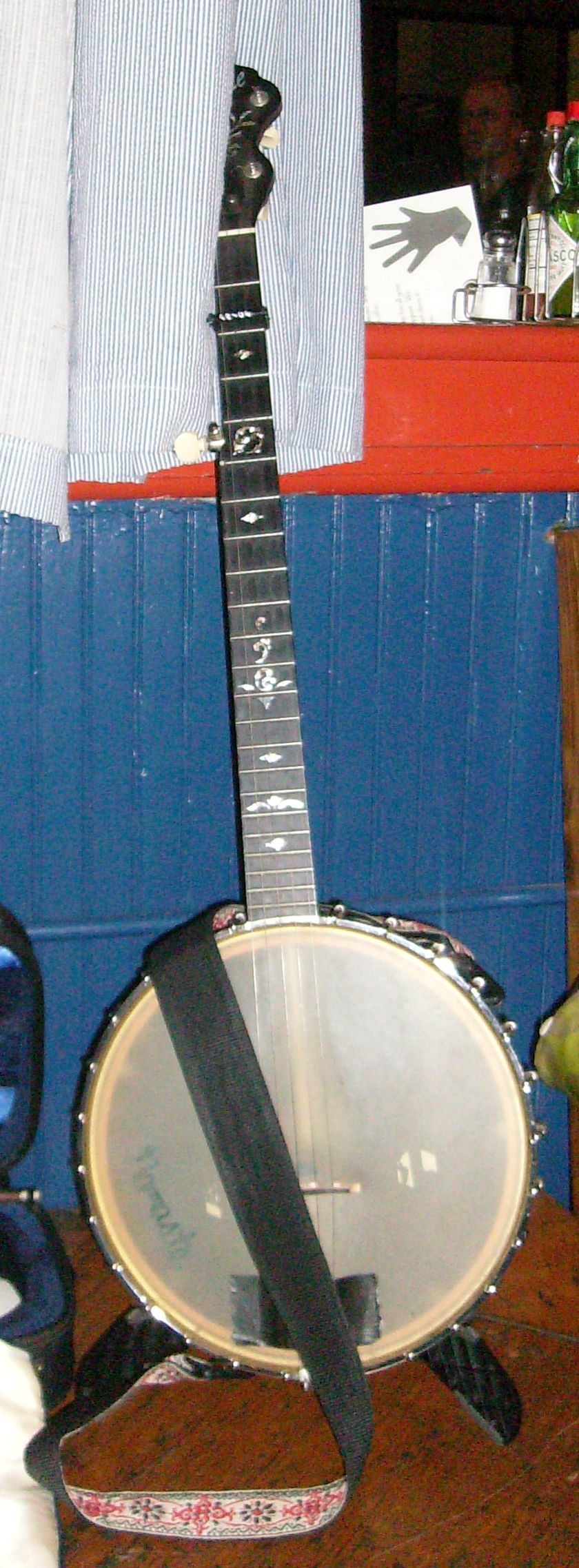
Băng cầm tiêu biểu có năm dây

Băng cầm tức banjo là một nhạc khí có dây, cùng thể loại như guitar. Số dây nguyên thủy là bốn hoặc năm dây, nhưng có loại băng cầm cải biến có sáu hoặc 10 dây. Cấu trúc đàn là khung tròn bằng gỗ, đường kính khoảng 35 cm, trên mặt căng miếng da hoặc lớp plastic, có thể điều chỉnh độ căng. Cần đàn có phím. Đầu cần có chốt để vặn chặt hay nới lỏng dây đàn.